# Film cileni proposti per l'Oscar al miglior film straniero
A partire dal 1991, alcuni film cileni sono stati proposti per il Premio Oscar nella categoria miglior film straniero.
Di questi due sono stati selezionati per la rosa finale dei candidati, ma solo uno, Una donna fantastica di Sebastián Lelio, ha ottenuto il premio nel 2018.
| Anno | Film                                                     | Regia                         | Risultato     |
| ---- | -------------------------------------------------------- | ----------------------------- | ------------- |
| 1991 | La luna en el espejo                                     | Silvio Caiozzi                | Non candidato |
| 1992 | La frontera                                              | Ricardo Larraín               | Non candidato |
| 1994 | Johnny 100 Pesos                                         | Gustavo Graef-Marino          | Non candidato |
| 1995 | Amnesia                                                  | Gonzalo Justiniano            | Non candidato |
| 2001 | Coronación                                               | Silvio Caiozzi                | Non candidato |
| 2002 | Taxi para tres                                           | Orlando Lubbert               | Non candidato |
| 2003 | Max Pax ai confini del tempo (Ogú y Mampato en Rapa Nui) | Alejandro Rojas               | Non candidato |
| 2004 | Los debutantes                                           | Andrés Waissbluth             | Non candidato |
| 2005 | Machuca                                                  | Andrés Wood                   | Non candidato |
| 2006 | Play                                                     | Alicia Scherson               | Non candidato |
| 2007 | En la cama                                               | Matías Bize                   | Non candidato |
| 2008 | Padre Nuestro                                            | Rodrigo Sepúlveda             | Non candidato |
| 2009 | Tony Manero                                              | Pablo Larraín                 | Non candidato |
| 2010 | Dawson Isla 10                                           | Miguel Littín                 | Non candidato |
| 2011 | La vida de los peces                                     | Matías Bize                   | Non candidato |
| 2012 | Violeta se fue a los cielos                              | Andrés Wood                   | Non candidato |
| 2013 | No - I giorni dell'arcobaleno (No)                       | Pablo Larraín                 | Candidato     |
| 2014 | Gloria                                                   | Sebastián Lelio               | Non candidato |
| 2015 | Matar a un hombre                                        | Alejandro Fernández Almendras | Non candidato |
| 2016 | Il club (El club)                                        | Pablo Larraín                 | Non candidato |
| 2017 | Neruda                                                   | Pablo Larraín                 | Non candidato |
| 2018 | Una donna fantastica (Una mujer fantástica)              | Sebastián Lelio               | Vincitore     |
| 2019 | Y de pronto el amanecer                                  | Silvio Caiozzi                | Non candidato |
| 2020 | Araña                                                    | Andrés Wood                   | Non candidato |
| 2021 | El agente topo                                           | Maite Alberdi                 | Short-list    |
| 2022 | Blanco en Blanco                                         | Théo Court                    | Non candidato |
| 2023 | Blanquita                                                | Fernando Guzzoni              | Non candidato |
| 2024 | Los colonos                                              | Felipe Gálvez Haberle         | Non candidato |

| Non candidato | Il film è stato proposto dal Cile, ma non è stato candidato dall'Academy of Motion Picture Arts and Sciences.    |
| Short-list    | Il film è entrato nella "short-list" stilata a gennaio dei nove candidati per l'Oscar al miglior film straniero. |
| Candidato     | Il film è entrato a far parte dei cinque candidati per l'Oscar al miglior film straniero.                        |
| Vincitore     | Il film ha vinto l'Oscar al miglior film straniero.                                                              |